# 阿史那仆罗
阿史那仆罗（?—?），7世纪末，吐蕃拥立的西突厥傀儡可汗。阿史那弥射之子，阿史那元庆的弟弟。
其父阿史那弥射与唐朝政府关系非浅，却在唐高宗时代，被苏海政和阿史那步真陷害致死。阿史那元庆在武则天时代被酷吏来俊臣所杀。阿史那仆罗和弟弟阿史那拔布、元庆的儿子阿史那俀子投奔突厥。突厥大败唐朝宰相韦待价後，占领安西四镇。立阿史那俀子为十姓可汗。之後，唐朝大将王孝杰收复安西四镇，吐蕃又立阿史那仆罗为可汗。